# I Get Off
I Get Off è un singolo del gruppo hard rock statunitense degli Halestorm, primo estratto dall'album omonimo pubblicato dalla Atlantic Records.

## Testo
Il testo descrive il piacere ricavato dall'esibizionismo sessuale. Infatti parla di una ragazza che si lascia guardare attraverso la finestra da un uomo.

## Video
Il video musicale del brano, diretto da Phil Mucci, mostra la band che suona alternata a scene in cui Lzzy Hale viene spiata da un uomo attraverso una telecamera, mentre si trova in una stanza di un posto di polizia durante un interrogatorio.

## Classifiche
| Classifica (2009)                                    | Posizione massima |
| ---------------------------------------------------- | ----------------- |
| Stati Uniti (Billboard Hot Rock & Alternative Songs) | 17                |